# Angkor Thom
Angkor Thom (khmer: អង្គរធំ) var den sidste og mest udholdende hovedstad i Khmerriget. Den blev etableret i det 12. århundrede af kong Jayavarman 7., efter han havde genrejst riget efter plyndringen af den tidligere hovedstad Angkor Wat i 1177 af Chamriget. Den dækker et areal på 9 km², hvori der ligger adskillige monumenter fra tidligere perioder samt dem der blev etableret af Jayavarman og hans efterfølgere. I centrum af byen ligger Jayavarmans statstempel Bayon, med de andre større bygninger liggende omkring Sejrspladsen mod nord.
Det sidste tempel der vides at være bygget i Angkor Thom var Mangalartha, der blev indviet i 1295. Derefter blev eksisterende strukturer ændret fra tid til tid, men nye konstruktioner var i ikke-langtidsholdbare materialer og har ikke overlevet. I de følgende århundreder vedblev Angkor Thom at være hovedstad i et kongerige i forfald indtil den blev forladt på et tidspunkt før 1609, da en tidlig vestlig besøgende skrev om en ikke-beboet by, "ligeså fantastisk som Platons Atlantis". (Higham 140)